# Protesty w Armenii (2020–2021)
Protesty w Armenii w latach 2020–2021 (także Marsz Godności, orm. Արժանապատվության երթ) – seria protestów, które rozpoczęły się po zawarciu porozumienia o zawieszeniu broni w Górskim Karabachu 10 listopada 2020 r. po tym, jak premier Nikol Paszinian ogłosił podpisanie porozumienia o odstąpieniu terytoriów okupowanych przez Ormian w Azerbejdżanie i zakończenia sześciotygodniowej wojny w regionie Górskiego Karabachu. Tysiące ludzi wyszło na ulice, a setki szturmowały budynek parlamentu w stolicy Erywaniu. Protesty trwały przez cały listopad. Demonstrujący w Erywaniu i innych miastach domagali się rezygnacji Nikola Pasziniana.
Protesty były prowadzone przez dwie różne koalicje polityczne: Narodowy Sojusz Demokratyczny (orm. Ազգային ժողովրդավարական բեւեռ), składający się z kilku polityków prozachodnich i proeuropejskich, oraz Ruchu Ocalenia Ojczyzny- prorosyjski sojusz złożony z kilku partii opozycyjnych. Dawna rządząca Partia Republikańska – największa partia opozycyjna w parlamencie w tym czasie, Prosperująca Armenia i Armeńska Federacja Rewolucyjna dołączyły do Ruchu Ocalenia Ojczyzny. 3 grudnia 2020 r. Ruch Ocalenia Ojczyzny ogłosił byłego premiera Vazgena Manukyan ich kandydatem do kierowania rządem tymczasowym przez okres jednego roku. Tymczasem Narodowy Sojusz Demokratyczny również zaproponował, aby pokierować rządem tymczasowym przez okres jednego roku.
Oprócz dwóch koalicji politycznych, wiele osób publicznych wezwało do dymisji premiera Pasziniana, w tym ówczesny prezydent Armenii Armen Sarkisjan, były prezydent Lewon Ter-Petrosjan, obie Głowy Ormiańskiego Kościoła Apostolskiego: Karekin II i Aram I, Edmon Marukyan – lider ówczesnej trzeciej co do wielkości partii w parlamencie (który zgłosił własną kandydaturę na urząd premiera) oraz kilku gubernatorów regionalnych i burmistrzów. Na początku grudnia zniesiono zakaz masowych zgromadzeń i strajków przewidzianych przez wprowadzony we wrześniu stan wojenny. 22 grudnia ogłoszono strajk generalny, który ożywił protesty.
25 lutego 2021 r. szef Sztabu Generalnego Armeńskich Sił Zbrojnych Onik Gasparyan i ponad 40 innych wysokich rangą oficerów wojskowych wydało oświadczenie wzywające do rezygnacji Pasziniana, co ten uznał za próbę wojskowego zamachu stanu. 18 marca 2021 r. Paszynian ogłosił przedterminowe wybory parlamentarne, które odbyły się 20 czerwca 2021 r. i potwierdził, że zrezygnuje z funkcji premiera w kwietniu 2021 r., ale będzie pełnił funkcję tymczasowego premiera aż do przedterminowych wyborów.

## Tło
Podczas konfliktu w Górskim Karabachu w 2020 r., który rozpoczął się 27 września 2020 r., po trzydniowej bitwie siły azerbejdżańskie przejęły kontrolę nad wieloma osadami, w tym strategicznie ważnym miastem Şuşa. Wojna zakończyła się zwycięstwem Azerbejdżanu 9 listopada i podpisanym zawieszeniem broni między obiema stronami a Rosją. Zgodnie z umową siły armeńskie i azerbejdżańskie pozostaną na swoich pozycjach do czasu zwrotu przez Armenię zajętych przez siebie terytoriów otaczających Górski Karabach (obwody Kəlbəcər, Ağdam i Laçın, z wyłączeniem Korytarza Laçın) z powrotem do Azerbejdżanu. Azerbejdżan zachowa wszystkie terytoria zdobyte podczas wojny, a około 2000 rosyjskich sił pokojowych zostanie rozmieszczonych na pozostałym terytorium. Chociaż układ był hucznie świętowany w Azerbejdżanie, w Armenii był postrzegany jako katastrofalna porażka, a niektórzy Ormianie szybko wyszli na ulice. Protestujący nazwali premiera Pasziniana „zdrajcą” i zażądali od niego ustąpienia, unieważnienia porozumienia pokojowego i wznowienia wojny.